# Gornji Statovac
Gornji Statovac (en serbe cyrillique : Горњи Статовац) est un village de Serbie situé dans la municipalité de Prokuplje, district de Toplica. Au recensement de 2011, il comptait 21 habitants.

## Démographie
| 1948 | 1953 | 1961 | 1971 | 1981 | 1991 | 2002 | 2011 |
| ---- | ---- | ---- | ---- | ---- | ---- | ---- | ---- |
| 446  | 448  | 321  | 167  | 103  | 61   | 45   | 21   |

|  |